# 벤 스틸러
벤저민 에드워드 "벤" 스틸러(영어: Benjamin Edward "Ben" Stiller, 1965년 11월 30일 ~ )는 미국의 배우이자 영화 제작자이다.

## 출연 작품
- 《청춘 스케치》 (1994) - 마이클 그레이츠 역
- 《디제스터》 (1996)
- 《케이블 가이》 (1996)
- 《메리에겐 뭔가 특별한 것이 있다》 (1998)
- 《키핑 더 페이스》 (2000)
- 《미트 페어런츠》 (2000)
- 《로얄 테넌바움》 (2001)
- 《쥬랜더》 (2001)
- 《앵커맨》 (2004)
- 《미트 페어런츠2》 (2005)
- 《박물관이 살아있다》 (2006)
- 《트로픽 썬더》 (2008)
- 《박물관이 살아있다 2》 (2009)
- 《미트 페어런츠3》 (2010)
- 《메리에겐 뭔가 특별한 것이 있다》
- 《그린버그》 (2011)
- 《타워 하이스트》 (2011) - 조시 역
- 《월터의 상상은 현실이 된다》 (2013) - 감독, 주연
- 《박물관이 살아있다: 비밀의 무덤》 (2014)
- 《쥬랜더 리턴즈》 (2016) - 데릭 역 (감독, 주연)
- 《더 마이어로위츠 스토리스》 (2019) - 매튜 역